# Bloque Regionalista Castellano
Bloque Regionalista Castellano fue una organización castellanista que funcionaba en la década de 1910 en Madrid.

## Historia
El Bloque Regionalista Castellano fue una de las organizaciones que enviaron adhesiones a la Mancomunidad de Cataluña por el Proyecto de Estatuto de Autonomía de Cataluña de 1919.
Años antes, en 1897, un diario informaba de que se estaba tratando de crear un círculo castellano en Madrid, a semejanza de los centros regionalistas gallegos y asturianos.
En las elecciones de 1918 reapareció el Bloque Regionalista Castellano, como representación del agrarismo comunero con foco en Arévalo  (Ávila) y juntas locales constituidas en otros pueblos de la provincia. El Bloque se encuadraba en el entramado del sindicalismo rural republicano en la España de la Restauración
El día 8 de enero de 1918 se celebró en Arévalo un mitin en el que figuraron como oradores el abogado Manuel Zancajo, el ingeniero agrónomo Emilio Vellando y el líder agrarista y federalista gallego, el presbítero Basilio Álvarez. Además asistieron al mitin personas de localidades de las provincias de Segovia y Valladolid. 
La prensa de la época recogió que “Vuelve a resurgir, por tanto, el espíritu de las Comunidades castellanas, y es de esperar que en corto plazo el empuje sea avasallador”; “los modernos comuneros inician, pues, una campaña activísima”, a la vez que hablaron de “mitin de los nacionalistas castellanos” y de acto “del nacionalismo castellano”.
En Barco de Ávila la prensa también se hizo eco de la actividad que el Bloque Regionalista Castellano desarrollaba en Arévalo y la zona norte de la provincia de Ávila. De forma paralela, en la comarca de Piedrahíta-Barco se había organizado una candidatura regionalista contra el caciquismo inspirada en la Lliga Regionalista de Cambó y encabezada electoralmente por Carlos Caro y Potestad, Conde de Cuevas de Vera. La candidatura aglutinó a republicanos, liberales y regionalistas. Los regeneracionistas e intelectuales republicanos de la comarca apoyaron la candidatura regionalista creando el Centro Regionalista Castellano de El Barco de Ávila.
El 5 de febrero de 1918 el Bloque Regionalista Castellano celebró un nuevo acto de afirmación castellanista en el teatro de Arévalo. Se presentó a Eduardo García-Bajo como candidato, un evento al que asistieron personalidades de Segovia, Ávila y Valladolid. Los oradores fueron el Sr. González, vicepresidente del Bloque, Vellando, Zancajo y el doctor Gila, apostol del castellanismo en la provincia de Segovia. La junta central del Bloque Regionalista Castellano publicó en su órgano La Región un manifiesto dirigido a los electores del distrito de Arévalo proclamando la candidatura de García-Bajo.
En julio de 1918 se celebró en Segovia una reunión de “los elementos regionalistas castellanos y leoneses, que hasta ese momento venían luchando aisladamente”. Se organizó un Comité para la difusión de los ideales del regionalismo y se acordó emprender una campaña regional “Por los reinos de León y de Castilla la Vieja, respetuosos de sus respectivas características y dirigidos en común en cuanto al principio político y los lazos fraternales de las regiones hermanas lo aconsejen”. El Comité estaba formado por Segundo Gila, el doctor Prada, Juan Díaz Caneja, el Conde de Cuevas de Vera y Emilio Vellando. Los primeros actos políticos tendrían lugar en Burgos y León.
En enero de 1919 Emilio Vellando, representando a Ávila y al reformismo, participó en Salamanca en la asamblea comunera y pro-autonomía municipal que organizó la corriente castellanista y progresista de intelectuales y políticos de diferentes provincias. Esta corriente se opuso a lo expuesto por los representantes institucionales en el Mensaje de Castilla y en las Bases de Segovia, acusándoles de utilizar el anticatalanismo para mantener el caciquismo en Castilla. 
En la corriente reunida en Salamanca se encuadraron, entre otros, el escritor José Sánchez Rojas; los profesores universitarios Ángel Ledesma y Fernando Iscar Peyra; el abogado y periodista David Rayo; el publicista regionalista Juan Díaz Caneja; los políticos socialistas Oscar Pérez Solís, Federico Landrove López y Francisco Ruipérez; o el primer diputado castellanista en el Congreso, el burgalés Antonino Zumárraga Antonio Zumárraga Díez.